# Renato Corsetti
Renato Corsetti, né le 29 mars 1941 à Rome et mort à Londres le 1er février 2025, est un espérantiste et linguiste italien, président de l'Association mondiale d’espéranto de 2001 à 2007. Pendant le congrès italien d'espéranto en septembre 2007, il est élu président de la fédération italienne d'espéranto.

## Biographie
Après des études universitaires en économie, organisation d'entreprise puis de sociolinguistique et de psycholinguistique, Renato Corsetti travaille pendant de longues années comme directeur d'une banque en Italie. À partir du milieu des années 1990, il travaille comme assistant puis comme professeur de psychopédagogie de la langue et de la communication à l'université de Rome.
Il est espérantiste depuis le milieu des années 1960. Il a occupé beaucoup de postes dans le mouvement espérantiste: président de TEJO, président de la section italienne de l’association mondiale d’espéranto, vice-président et président de ladite association et actuellement président de l'association italienne d'espéranto. Il défend l'idée que le mouvement espérantiste est un mouvement pour améliorer le monde et non pas seulement un simple moyen de communication pour ses membres.
Renato Corsetti est professeur à l'Académie internationale des sciences de Saint-Marin. Il est aussi membre de l'Académie d'espéranto.